# Sejerø
Sejerø er en 12 kilometer lang ø i Sejerøbugten i Kattegat cirka 5 kilometer vest for Sjælland. Den er 1.700 meter på det bredeste sted. Sejerø er 12,5 kvadratkilometer stor. Omkring halvdelen af øens 301 indbyggere bor i landsbyen Sejerby. Øen har færgeforbindelse til Havnsø. Sejerø er en del af Kalundborg Kommune, og øen udgør Sejerø Sogn.
Sejerø består af en dobbeltrække af randmorænebakker. I stenalderen fremstod de højeste bakketoppe som en kæde af øer. Under den senere landhævning blev de forbundet ved dannelser af strandvolde. I klinterne på øens sydlige del ses aflejringer fra den mellemste del af sidste istid, Weichsel-istiden.

## Af øens historie
Indtil Sejerø fik eget birketing, var der adgang til Ubberup fra Korshavn i Saltbæk Vig. I 1754 forlangte kongen, at øboerne kun måtte handle uden om købstaden fra denne kås i Tømmerup Sogn. Skønt Peder Paludan i 1788 var præst i Tømmerup, kendte han ikke kåsens beliggenhed, men havde hørt om den. Gårdejer Viggo Illemann fandt mulige spor af en brolægning over de fugtige enge til bådlejet.
I 1600- og 1700-tallet havde kun eneste af Sejerøs gårde et navn, og det var Hovgården, nok opkaldt efter et tidligere hov på øen. På den tid anvendtes de lokale stednavne Vesterballe, Østerballe og Stakkesti.
Under svenskekrigene hærgede svenskerne slemt på Sejerø, og i 1678 flygtede en del øboere derfor til Føllenslev Sogn.
I 1801 blev øen hjemsøgt af børnekopper og halssyge (måske difteri), der førte til mange dødsfald. I 1813 førte "forrådnelsesfeber" (tyfus) til mange døde. Tyfus hærgede igen øen i 1846-47. Pest og kolera kom derimod ikke til øen. Tyfus blev af lokalbefolkningen kun kaldt "sygen".
I 1850'erne kom en mormonprædikant til Sejerø. En Karen Rasmusdatter lod sig døbe og hørte til denne sekt til sin død i 1857. Datteren Kirsten Jørgensdatter rejste senere til Salt Lake City i Utah, USA ("Saltsøstaden"), hvor hun indgik ægteskab som kone nummer to.

## Kultur
I sidste halvdel af 1700-tallet voksede en lokal navneskik frem, hvorefter pigenavnet Marie Cathrine blev udtalt "Marktrin" med tryk på sidste stavelse, Sidse Kirstine blev udtalt "Siskstein", og Mette Kirstine blev udtalt "Mekstein".
Øen har sin egen uofficielle sang, der omhandler det romantiske liv med naturen på øen. Sangen er skrevet af øens kropar Ole og Pia Krogh.
Øens har et kulturhus på Sejerbyvej, der blev etableret i nye bygninger i 2005. Det ligger i forbindelse med Sejerø Købmandshandels Museum, der er er en gammel købmandsforretning, der blev drevet i den nuværende bygning fra 1920 til 1978, men som kan føres helt tilbage til 1870.

## Galleri
- Sejerø Fyr.
- Sejerø Havn.
- Bautasten.
- Gudmindrup Strand.
- Sejerø Kirke.

## Fodnoter
1. ↑  Danmarks Statistik: Statistikbanken Tabel BEF4 Folketal pr. 1. januar fordelt på øer
2. ↑  1 Kystlandskabe 280504.doc
3. ↑  kås — ODS
4. ↑  Peder Paludan | Gyldendal - Den Store Danske
5. ↑  term.subject="Ars Herredsting" | UCSJ Biblioteket (Webside ikke længere tilgængelig)
6. 1 2  http://nordvestsjaelland.dk/artikler/1945/1945%20027-041%20Nielsen,%20Rasmus%20-%20Sejer_%20Kirkeb_ger.pdf (s. 38)
7. ↑  http://nordvestsjaelland.dk/artikler/1945/1945%20027-041%20Nielsen,%20Rasmus%20-%20Sejer_%20Kirkeb_ger.pdf (s. 31)
8. ↑  http://nordvestsjaelland.dk/artikler/1945/1945%20027-041%20Nielsen,%20Rasmus%20-%20Sejer_%20Kirkeb_ger.pdf (s. 37)
9. ↑  http://nordvestsjaelland.dk/artikler/1945/1945%20027-041%20Nielsen,%20Rasmus%20-%20Sejer_%20Kirkeb_ger.pdf (s. 36)
10. ↑  "Sejerø Sangen". Arkiveret fra originalen 10. oktober 2010. Hentet 8. oktober 2010.
11. ↑  Kultur og Købmans Museum. sejero.dk. Hentet 22/9-2022

## Eksterne links
- Wikimedia Commons har flere filer relateret til Sejerø
- Sejerø, en turistmæssig beskrivelse – fra Ø-riget Arkiveret 9. oktober 2007 hos  Wayback Machine